# Авечкін Олексій
Олексій Авечкін (латис. Aleksejs Avečkins; 26 травня 1976, Берестя — 19 серпня 2013) — латвійський балетний танцівник. Соліст Латвійського національного балету. Тричі лауреат «Ночі лицедіїв» (Spēlmaņu nakts; 1999, 2008, 2012) у номінації найкращий артист балету. Лауреат Великого музичного призу (2002 рік).
Олексій Авечкін 1994 року закінчив Білоруську академію балету, з 1994 по 1998 був солістом Білоруського Великого академічного театру опери та балету, з 1998 по 2013 рік працював у трупі Латвійського національного балету.

## Ролі в балеті
- Хозе — балет Кармен. 5 танго
- Отелло — балет Отелло
- Солор — балет Баядерка
- Танго — балет 4 світи. 4 стихії
- Чоловік — балет 4 світи. 4 стихії
- Сон Марії — балет 4 світи. 4 стихії
- Оберон — балет Сон літньої ночі
- Принц Дезіре — балет Спляча красуня
- Танцівник — балет Світлий струмок
- Лускунчик-принц — балет Лускунчик
- Принц Зігфрід — балет Лебедине озеро
- Каренін — балет Анна Каренина
- Базіль — балет Дон Кіхот
- Віконт де Вальмон — балет Небезпечні зв'язки
- Соліст — балет Витвір
- Дублер — балет Чайковський
- Коппола — балет Пісочний людина
- Ромео — балет Ромео та Джульєтта
- Дон Хосе — балет Кармен
- Принц Нормунд — балет Срібна завіса
- Лебідь — балет напівдорогоцінне каміння
- Цирконій — балет напівдорогоцінне каміння
- Соліст — балет напівдорогоцінне каміння
- Ясно невидимі — солісти балет Ad libitum
- Хлопець — балет Весна священна
- Жан де Брієн б- алет Раймонд
- Танцюристи — балет Жовте танго
- Золотий раб — балет Шехерезада. Петрушка. Жар-птиця
- Опікун — балет Попелюшка
- Петруччо — балет Приборкання норовливої
- Танцюристи — балет Aplam
- Принц Дезіре — балет Спляча красуня (1995)
- Конрад балет Корсар
- Раб — балет Корсар
- Подорожі — балет Танго плюс. Подорожі
- Принц Альберт — балет Жизель